# Dendropicos
Dendropicos es un género de aves piciformes perteneciente a la familia Picidae, cuyos miembros viven en África. 

## Especies
Contiene las siguientes especies:
- Dendropicos elachus - pito saheliano;
- Dendropicos poecilolaemus - pito cuellipinto;
- Dendropicos abyssinicus - pito abisinio;
- Dendropicos fuscescens - pito cardenal;
- Dendropicos gabonensis - pito del Gabón;
- Dendropicos stierlingi - pito de Stierling;
- Dendropicos lugubris - pito lúgubre;
- Dendropicos namaquus - pito namaqua;
- Dendropicos pyrrhogaster - pito ventrirrojo;
- Dendropicos xantholophus - pito coronado;
- Dendropicos elliotii - pito de Elliot;
- Dendropicos goertae - pito gris occidental;
- Dendropicos spodocephalus - pito gris oriental;
- Dendropicos griseocephalus - pito oliváceo;
- Dendropicos obsoletus - pito dorsipardo.